# 21세기 워드프로세서
21세기 워드프로세서는 이스트소프트가 개발한 문서 작성 소프트웨어이다. 영어로 된 PC 환경에서 한글을 제대로 쓸 수 있게 하는 시장이 큰 시기에 1993년 이스트소프트 창업과 함께 개발되었다.
이스트소프트 대표 김장중과 초기 멤버 전준희, 그 이후 최봉우, 박우진, 김유진이 합류하여 '21세기'라는 한글워드 프로그램을 개발하여 소프트웨어 업계에 이름을 알린 것이 시초이다. 당시 한글과컴퓨터의 아래아한글이 명성을 떨칠 때 주목을 받았다.

## 같이 보기
- 이스트소프트